# ZZ Top/Auszeichnungen für Musikverkäufe

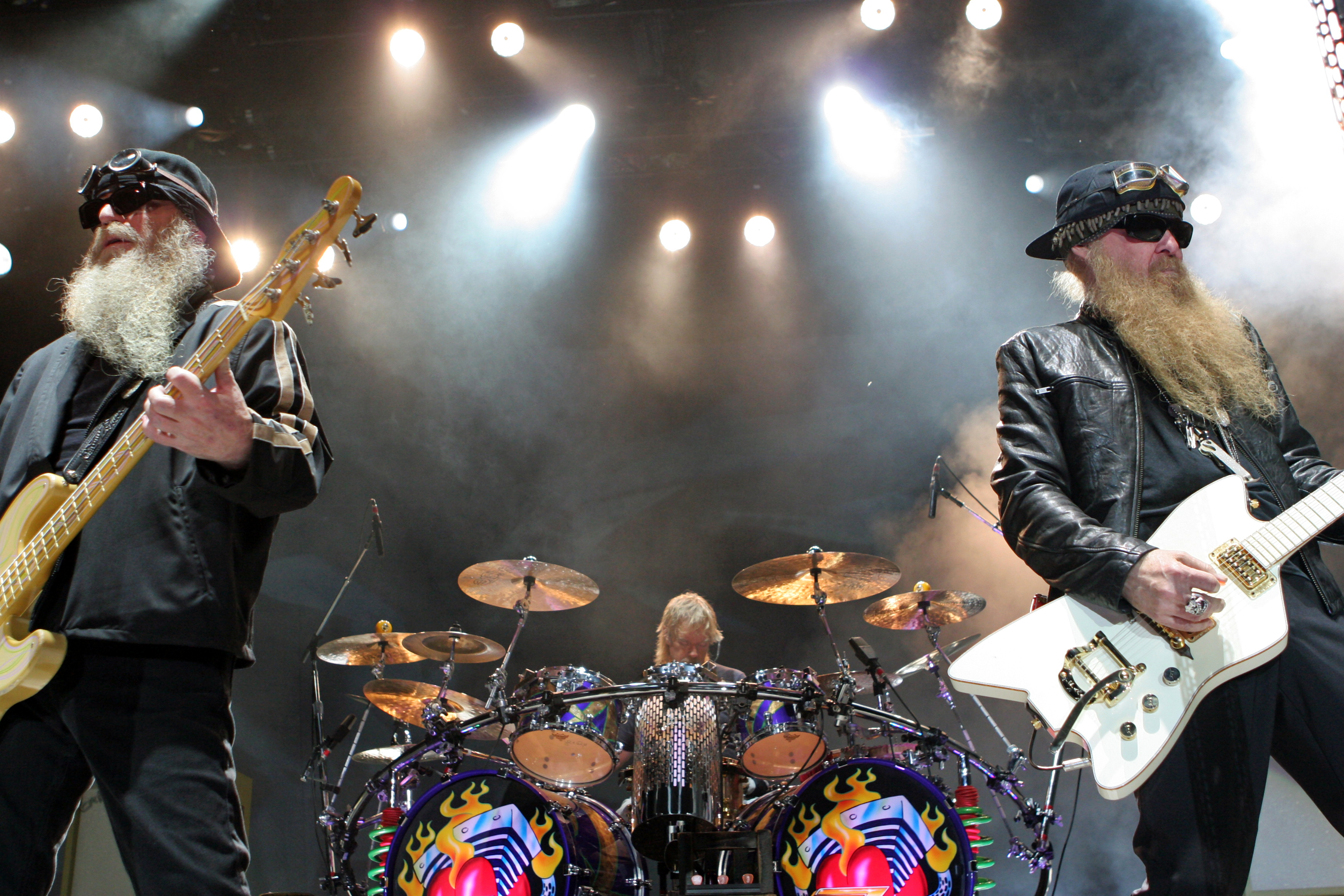
ZZ Top (2008)

Dies ist eine Übersicht über die Auszeichnungen für Musikverkäufe der US-amerikanischen Musikgruppe ZZ Top. Die Auszeichnungen finden sich nach ihrer Art (Gold, Platin usw.), nach Staaten getrennt in chronologischer Reihenfolge, geordnet sowie nach den Tonträgern selbst, ebenfalls in chronologischer Reihenfolge, getrennt nach Medium (Alben, Singles usw.), wieder.

## Auszeichnungen
| - Norwegen - 1985: für das Album Afterburner - Vereinigtes Königreich - 1990: für das Album Recycler - 2010: für das Album Rancho Texicano – The Very Best of ZZ Top - Australien - 1987: für das Album The Best of ZZ Top - 2008: für das Videoalbum Live From Texas - Belgien - 1985: für das Album Eliminator - Dänemark - 1994: für das Album Antenna - 2025: für die Single Sharp Dressed Man - Deutschland - 1994: für das Album Antenna - 1995: für das Album Degüello - 2015: für das Album La Futura - Finnland - 1994: für das Album Antenna - 2009: für das Videoalbum Live From Texas - Frankreich - 2024: für die Single La Grange - Italien - 2019: für die Single La Grange - Japan - 1986: für das Album Afterburner - Kanada - 1976: für das Album Tres Hombres - 1981: für das Album El Loco - 1994: für das Album Antenna - Neuseeland - 1991: für das Album Recycler - 1992: für das Album Greatest Hits - 1994: für das Videoalbum Greatest Hits - 1995: für das Album Antenna - 2023: für die Single Tush - 2023: für die Single Legs - Niederlande - 1985: für das Album Eliminator - Norwegen - 1994: für das Album Antenna - Österreich - 1994: für das Album Antenna - 1994: für das Album Eliminator - Schweiz - 1994: für das Album Antenna - Spanien - 2025: für die Single Sharp Dressed Man - Vereinigte Staaten - 1974: für das Album Tres Hombres - 1975: für das Album Fandango! - 1977: für das Album Tejas - 1981: für das Album El Loco - Vereinigtes Königreich - 2013: für das Videoalbum Greatest Hits - 2023: für die Single Gimme All Your Lovin’ - 2023: für die Single Sharp Dressed Man - 2024: für das Album The Very Baddest Of - 2025: für die Single La Grange - Frankreich (IFPI) - 2001: für das Album Recycler | - Australien - 2004: für das Videoalbum Greatest Hits - Belgien - 2007: für das Album Greatest Hits - Deutschland - 2009: für das Videoalbum Live From Texas - 2012: für das Album Recycler - Europa - 1996: für das Album Antenna - Finnland - 1985: für das Album Afterburner - 1991: für das Album Eliminator - 1991: für das Album Recycler - 1992: für das Album Greatest Hits - Frankreich (IFPI) - 1986: für das Album Afterburner - 1994: für das Album Antenna - Irland - 1985: für das Album Eliminator - Kanada - 1978: für das Album Fandango! - 1982: für das Album Degüello - 1991: für das Album Recycler - 1992: für das Album Greatest Hits - Neuseeland - 2022: für die Single Sharp Dressed Man - 2024: für die Single Gimme All Your Lovin’ - Niederlande - 2005: für das Album Greatest Hits - Österreich - 1997: für das Album Greatest Hits - Schweden - 1986: für das Album Afterburner - 1991: für das Album Recycler - 1994: für das Album Antenna - Schweiz - 1985: für das Album Eliminator - 1987: für das Album Afterburner - 1990: für das Album Recycler - 1993: für das Album Greatest Hits - Spanien - 2024: für die Single La Grange - Vereinigte Staaten - 1984: für das Album Degüello - 1991: für das Album Recycler - 1994: für das Album Antenna - 2006: für das Videoalbum Greatest Hits - Vereinigtes Königreich - 1990: für das Album Afterburner - 2023: für das Album Greatest Hits | - Deutschland - 2006: für das Album Afterburner - 2006: für das Album Eliminator - 2006: für das Album Greatest Hits - Australien - 1996: für das Album Afterburner - Frankreich (IFPI) - 2001: für das Album Eliminator - Frankreich (UPFI) - 2011: für das Videoalbum Live From Texas - Neuseeland - 2024: für die Single La Grange - Vereinigte Staaten - 1994: für das Album The Best of ZZ Top - 2008: für das Videoalbum Live From Texas - Kanada - 1985: für das Album Afterburner - Vereinigte Staaten - 2000: für das Album Greatest Hits - Australien - 2000: für das Album Eliminator - 2001: für das Album Greatest Hits - Neuseeland - 1987: für das Album Afterburner - Vereinigtes Königreich - 2004: für das Album Eliminator - Kanada - 2009: für das Videoalbum Live From Texas - Vereinigte Staaten - 1999: für das Album Afterburner - Neuseeland - 1987: für das Album Eliminator - Frankreich (IFPI) - 2008: für das Album Greatest Hits - Kanada - 1992: für das Album Eliminator - Vereinigte Staaten - 1996: für das Album Eliminator |

## Auszeichnungen nach Alben

### Tres Hombres
| Land/Region               | Auszeichnungen für Musikverkäufe (Land/Region, Auszeichnung, Verkäufe) | Verkäufe |
| ------------------------- | ---------------------------------------------------------------------- | -------- |
| Kanada (MC)               | Gold                                                                   | 50.000   |
| Vereinigte Staaten (RIAA) | Gold                                                                   | 500.000  |
| Insgesamt                 | 2× Gold ·                                                              | 550.000  |

### Fandango!
| Land/Region               | Auszeichnungen für Musikverkäufe (Land/Region, Auszeichnung, Verkäufe) | Verkäufe |
| ------------------------- | ---------------------------------------------------------------------- | -------- |
| Kanada (MC)               | Platin                                                                 | 100.000  |
| Vereinigte Staaten (RIAA) | Gold                                                                   | 500.000  |
| Insgesamt                 | 1× Gold · 1× Platin ·                                                  | 600.000  |

### Tejas
| Land/Region               | Auszeichnungen für Musikverkäufe (Land/Region, Auszeichnung, Verkäufe) | Verkäufe |
| ------------------------- | ---------------------------------------------------------------------- | -------- |
| Vereinigte Staaten (RIAA) | Gold                                                                   | 500.000  |
| Insgesamt                 | 1× Gold ·                                                              | 500.000  |

### The Best of ZZ Top
| Land/Region               | Auszeichnungen für Musikverkäufe (Land/Region, Auszeichnung, Verkäufe) | Verkäufe  |
| ------------------------- | ---------------------------------------------------------------------- | --------- |
| Australien (ARIA)         | Gold                                                                   | 35.000    |
| Vereinigte Staaten (RIAA) | 2× Platin                                                              | 2.000.000 |
| Insgesamt                 | 1× Gold · 2× Platin ·                                                  | 2.035.000 |

### Degüello
| Land/Region               | Auszeichnungen für Musikverkäufe (Land/Region, Auszeichnung, Verkäufe) | Verkäufe  |
| ------------------------- | ---------------------------------------------------------------------- | --------- |
| Deutschland (BVMI)        | Gold                                                                   | 250.000   |
| Kanada (MC)               | Platin                                                                 | 100.000   |
| Vereinigte Staaten (RIAA) | Platin                                                                 | 1.000.000 |
| Insgesamt                 | 1× Gold · 2× Platin ·                                                  | 1.350.000 |

### El Loco
| Land/Region               | Auszeichnungen für Musikverkäufe (Land/Region, Auszeichnung, Verkäufe) | Verkäufe |
| ------------------------- | ---------------------------------------------------------------------- | -------- |
| Kanada (MC)               | Gold                                                                   | 50.000   |
| Vereinigte Staaten (RIAA) | Gold                                                                   | 500.000  |
| Insgesamt                 | 2× Gold ·                                                              | 550.000  |

### Eliminator
| Land/Region                  | Auszeichnungen für Musikverkäufe (Land/Region, Auszeichnung, Verkäufe) | Verkäufe   |
| ---------------------------- | ---------------------------------------------------------------------- | ---------- |
| Australien (ARIA)            | 4× Platin                                                              | 280.000    |
| Belgien (BRMA)               | Gold                                                                   | 25.000     |
| Deutschland (BVMI)           | 3× Gold                                                                | 750.000    |
| Finnland (IFPI)              | Platin                                                                 | 71.121     |
| Frankreich (SNEP)            | 2× Platin                                                              | 600.000    |
| Irland (IRMA)                | Platin                                                                 | 50.000     |
| Kanada (MC)                  | Diamant                                                                | 1.000.000  |
| Neuseeland (RMNZ)            | 8× Platin                                                              | 160.000    |
| Niederlande (NVPI)           | Gold                                                                   | 50.000     |
| Österreich (IFPI)            | Gold                                                                   | 25.000     |
| Schweiz (IFPI)               | Platin                                                                 | 50.000     |
| Vereinigte Staaten (RIAA)    | Diamant                                                                | 11.000.000 |
| Vereinigtes Königreich (BPI) | 4× Platin                                                              | 1.200.000  |
| Insgesamt                    | 4× Gold · 24× Platin · 2× Diamant ·                                    | 15.261.121 |

### Afterburner
| Land/Region                  | Auszeichnungen für Musikverkäufe (Land/Region, Auszeichnung, Verkäufe) | Verkäufe  |
| ---------------------------- | ---------------------------------------------------------------------- | --------- |
| Australien (ARIA)            | 2× Platin                                                              | 140.000   |
| Deutschland (BVMI)           | 3× Gold                                                                | 750.000   |
| Finnland (IFPI)              | Platin                                                                 | 62.795    |
| Frankreich (SNEP)            | Gold                                                                   | 100.000   |
| Japan (RIAJ)                 | Gold                                                                   | 100.000   |
| Kanada (MC)                  | 3× Platin                                                              | 300.000   |
| Neuseeland (RMNZ)            | 4× Platin                                                              | 80.000    |
| Norwegen (IFPI)              | Silber                                                                 | 25.000    |
| Schweden (IFPI)              | Platin                                                                 | 100.000   |
| Schweiz (IFPI)               | Platin                                                                 | 50.000    |
| Vereinigte Staaten (RIAA)    | 5× Platin                                                              | 5.000.000 |
| Vereinigtes Königreich (BPI) | Platin                                                                 | 300.000   |
| Insgesamt                    | 1× Silber · 3× Gold · 19× Platin ·                                     | 7.107.795 |

### Recycler
| Land/Region                  | Auszeichnungen für Musikverkäufe (Land/Region, Auszeichnung, Verkäufe) | Verkäufe  |
| ---------------------------- | ---------------------------------------------------------------------- | --------- |
| Deutschland (BVMI)           | Platin                                                                 | 500.000   |
| Finnland (IFPI)              | Platin                                                                 | 65.520    |
| Frankreich (SNEP)            | 2× Gold                                                                | 200.000   |
| Kanada (MC)                  | Platin                                                                 | 100.000   |
| Neuseeland (RMNZ)            | Gold                                                                   | 10.000    |
| Schweden (IFPI)              | Platin                                                                 | 100.000   |
| Schweiz (IFPI)               | Platin                                                                 | 50.000    |
| Vereinigte Staaten (RIAA)    | Platin                                                                 | 1.000.000 |
| Vereinigtes Königreich (BPI) | Silber                                                                 | 60.000    |
| Insgesamt                    | 1× Silber · 3× Gold · 6× Platin ·                                      | 2.085.520 |

### Greatest Hits
| Land/Region                  | Auszeichnungen für Musikverkäufe (Land/Region, Auszeichnung, Verkäufe) | Verkäufe  |
| ---------------------------- | ---------------------------------------------------------------------- | --------- |
| Australien (ARIA)            | 4× Platin                                                              | 280.000   |
| Belgien (BRMA)               | Platin                                                                 | 50.000    |
| Deutschland (BVMI)           | 3× Gold                                                                | 750.000   |
| Finnland (IFPI)              | Platin                                                                 | 76.129    |
| Frankreich (SNEP)            | Diamant                                                                | 750.000   |
| Kanada (MC)                  | Platin                                                                 | 100.000   |
| Neuseeland (RMNZ)            | Gold                                                                   | 7.500     |
| Niederlande (NVPI)           | Platin                                                                 | 100.000   |
| Österreich (IFPI)            | Platin                                                                 | 50.000    |
| Schweiz (IFPI)               | Platin                                                                 | 50.000    |
| Vereinigte Staaten (RIAA)    | 3× Platin                                                              | 3.000.000 |
| Vereinigtes Königreich (BPI) | Platin                                                                 | 300.000   |
| Insgesamt                    | 2× Gold · 15× Platin · 1× Diamant ·                                    | 5.713.629 |

### Antenna
| Land/Region               | Auszeichnungen für Musikverkäufe (Land/Region, Auszeichnung, Verkäufe) | Verkäufe  |
| ------------------------- | ---------------------------------------------------------------------- | --------- |
| Dänemark (IFPI)           | Gold                                                                   | (25.000)  |
| Deutschland (BVMI)        | Gold                                                                   | (250.000) |
| Europa (IFPI)             | Platin                                                                 | 1.000.000 |
| Finnland (IFPI)           | Gold                                                                   | (34.220)  |
| Frankreich (SNEP)         | Gold                                                                   | (100.000) |
| Kanada (MC)               | Gold                                                                   | 50.000    |
| Neuseeland (RMNZ)         | Gold                                                                   | 7.500     |
| Norwegen (IFPI)           | Gold                                                                   | (25.000)  |
| Österreich (IFPI)         | Gold                                                                   | (25.000)  |
| Schweden (IFPI)           | Platin                                                                 | (100.000) |
| Schweiz (IFPI)            | Gold                                                                   | (25.000)  |
| Vereinigte Staaten (RIAA) | Platin                                                                 | 1.000.000 |
| Insgesamt                 | 9× Gold · 3× Platin ·                                                  | 2.057.500 |

### Rhythmeen
| Land/Region               | Auszeichnungen für Musikverkäufe (Land/Region, Auszeichnung, Verkäufe) | Verkäufe |
| ------------------------- | ---------------------------------------------------------------------- | -------- |
| Vereinigte Staaten (RIAA) | —                                                                      | 310.000  |
| Insgesamt                 | —                                                                      | 310.000  |

### XXX
| Land/Region               | Auszeichnungen für Musikverkäufe (Land/Region, Auszeichnung, Verkäufe) | Verkäufe |
| ------------------------- | ---------------------------------------------------------------------- | -------- |
| Vereinigte Staaten (RIAA) | —                                                                      | 140.000  |
| Insgesamt                 | —                                                                      | 140.000  |

### Mescalero
| Land/Region               | Auszeichnungen für Musikverkäufe (Land/Region, Auszeichnung, Verkäufe) | Verkäufe |
| ------------------------- | ---------------------------------------------------------------------- | -------- |
| Vereinigte Staaten (RIAA) | —                                                                      | 103.000  |
| Insgesamt                 | —                                                                      | 103.000  |

### Rancho Texicano – The Very Best of ZZ Top
| Land/Region                  | Auszeichnungen für Musikverkäufe (Land/Region, Auszeichnung, Verkäufe) | Verkäufe |
| ---------------------------- | ---------------------------------------------------------------------- | -------- |
| Vereinigtes Königreich (BPI) | Silber                                                                 | 60.000   |
| Insgesamt                    | 1× Silber ·                                                            | 60.000   |

### La Futura
| Land/Region               | Auszeichnungen für Musikverkäufe (Land/Region, Auszeichnung, Verkäufe) | Verkäufe |
| ------------------------- | ---------------------------------------------------------------------- | -------- |
| Deutschland (BVMI)        | Gold                                                                   | 100.000  |
| Vereinigte Staaten (RIAA) | —                                                                      | 42.000   |
| Insgesamt                 | 1× Gold ·                                                              | 142.000  |

### The Very Baddest Of
| Land/Region                  | Auszeichnungen für Musikverkäufe (Land/Region, Auszeichnung, Verkäufe) | Verkäufe |
| ---------------------------- | ---------------------------------------------------------------------- | -------- |
| Vereinigtes Königreich (BPI) | Gold                                                                   | 100.000  |
| Insgesamt                    | 1× Gold ·                                                              | 100.000  |

## Auszeichnungen nach Singles

### La Grange
| Land/Region                  | Auszeichnungen für Musikverkäufe (Land/Region, Auszeichnung, Verkäufe) | Verkäufe |
| ---------------------------- | ---------------------------------------------------------------------- | -------- |
| Frankreich (SNEP)            | Gold                                                                   | 100.000  |
| Italien (FIMI)               | Gold                                                                   | 25.000   |
| Neuseeland (RMNZ)            | 2× Platin                                                              | 60.000   |
| Spanien (Promusicae)         | Platin                                                                 | 60.000   |
| Vereinigtes Königreich (BPI) | Gold                                                                   | 400.000  |
| Insgesamt                    | 3× Gold · 3× Platin ·                                                  | 645.000  |

### Tush
| Land/Region       | Auszeichnungen für Musikverkäufe (Land/Region, Auszeichnung, Verkäufe) | Verkäufe |
| ----------------- | ---------------------------------------------------------------------- | -------- |
| Neuseeland (RMNZ) | Gold                                                                   | 15.000   |
| Insgesamt         | 1× Gold ·                                                              | 15.000   |

### Gimme All Your Lovin’
| Land/Region                  | Auszeichnungen für Musikverkäufe (Land/Region, Auszeichnung, Verkäufe) | Verkäufe |
| ---------------------------- | ---------------------------------------------------------------------- | -------- |
| Neuseeland (RMNZ)            | Platin                                                                 | 30.000   |
| Vereinigtes Königreich (BPI) | Gold                                                                   | 400.000  |
| Insgesamt                    | 1× Gold · 1× Platin ·                                                  | 430.000  |

### Sharp Dressed Man
| Land/Region                  | Auszeichnungen für Musikverkäufe (Land/Region, Auszeichnung, Verkäufe) | Verkäufe |
| ---------------------------- | ---------------------------------------------------------------------- | -------- |
| Dänemark (IFPI)              | Gold                                                                   | 45.000   |
| Neuseeland (RMNZ)            | Platin                                                                 | 30.000   |
| Spanien (Promusicae)         | Gold                                                                   | 30.000   |
| Vereinigtes Königreich (BPI) | Gold                                                                   | 400.000  |
| Insgesamt                    | 3× Gold · 1× Platin ·                                                  | 505.000  |

### Legs
| Land/Region       | Auszeichnungen für Musikverkäufe (Land/Region, Auszeichnung, Verkäufe) | Verkäufe |
| ----------------- | ---------------------------------------------------------------------- | -------- |
| Neuseeland (RMNZ) | Gold                                                                   | 15.000   |
| Insgesamt         | 1× Gold ·                                                              | 15.000   |

## Auszeichnungen nach Videoalben

### Greatest Hits
| Land/Region                  | Auszeichnungen für Musikverkäufe (Land/Region, Auszeichnung, Verkäufe) | Verkäufe |
| ---------------------------- | ---------------------------------------------------------------------- | -------- |
| Australien (ARIA)            | Platin                                                                 | 15.000   |
| Neuseeland (RMNZ)            | Gold                                                                   | 2.500    |
| Vereinigte Staaten (RIAA)    | Platin                                                                 | 100.000  |
| Vereinigtes Königreich (BPI) | Gold                                                                   | 25.000   |
| Insgesamt                    | 2× Gold · 2× Platin ·                                                  | 142.500  |

### Live From Texas
| Land/Region               | Auszeichnungen für Musikverkäufe (Land/Region, Auszeichnung, Verkäufe) | Verkäufe |
| ------------------------- | ---------------------------------------------------------------------- | -------- |
| Australien (ARIA)         | Gold                                                                   | 7.500    |
| Deutschland (BVMI)        | Platin                                                                 | 50.000   |
| Finnland (IFPI)           | Gold                                                                   | 6.030    |
| Frankreich (UPFI)         | 2× Platin                                                              | 30.000   |
| Kanada (MC)               | 5× Platin                                                              | 50.000   |
| Vereinigte Staaten (RIAA) | 2× Platin                                                              | 200.000  |
| Insgesamt                 | 2× Gold · 10× Platin ·                                                 | 343.530  |

### Live at Montreux 2013
| Land/Region       | Auszeichnungen für Musikverkäufe (Land/Region, Auszeichnung, Verkäufe) | Verkäufe |
| ----------------- | ---------------------------------------------------------------------- | -------- |
| Frankreich (SNEP) | —                                                                      | 2.800    |
| Insgesamt         | —                                                                      | 2.800    |

## Statistik und Quellen
| Land/RegionAuszeichnungen für Musikverkäufe (Land/Region, Auszeichnungen, Verkäufe, Quellen) | Silber     | Gold       | Platin       | Diamant     | Verkäufe    | Quellen                                                   |
| -------------------------------------------------------------------------------------------- | ---------- | ---------- | ------------ | ----------- | ----------- | --------------------------------------------------------- |
| Australien (ARIA)                                                                            | —          | 2× Gold2   | 11× Platin11 | —           | 757.500     | aria.com.au                                               |
| Belgien (BRMA)                                                                               | —          | Gold1      | Platin1      | —           | 75.000      | ultratop.be                                               |
| Dänemark (IFPI)                                                                              | —          | 2× Gold2   | —            | —           | 70.000      | ifpi.dk                                                   |
| Deutschland (BVMI)                                                                           | —          | 6× Gold6   | 5× Platin5   | —           | 3.400.000   | musikindustrie.de                                         |
| Europa (IFPI)                                                                                | —          | —          | Platin1      | —           | (1.000.000) | ifpi.org (Memento vom 1. Januar 2014 im Internet Archive) |
| Finnland (IFPI)                                                                              | —          | 2× Gold2   | 4× Platin4   | —           | 315.815     | ifpi.fi                                                   |
| Frankreich (SNEP)                                                                            | —          | 5× Gold5   | 2× Platin2   | Diamant1    | 1.852.800   | infodisc.fr snepmusique.com                               |
| Frankreich (UPFI)                                                                            | —          | —          | 2× Platin2   | —           | 30.000      | upfi.fr                                                   |
| Irland (IRMA)                                                                                | —          | —          | Platin1      | —           | 50.000      | Einzelnachweise                                           |
| Italien (FIMI)                                                                               | —          | Gold1      | —            | —           | 25.000      | fimi.it                                                   |
| Japan (RIAJ)                                                                                 | —          | Gold1      | —            | —           | 100.000     | Einzelnachweise                                           |
| Kanada (MC)                                                                                  | —          | 3× Gold3   | 12× Platin12 | Diamant1    | 1.900.000   | musiccanada.com                                           |
| Neuseeland (RMNZ)                                                                            | —          | 6× Gold6   | 16× Platin16 | —           | 417.500     | aotearoamusiccharts.co.nz NZ2                             |
| Niederlande (NVPI)                                                                           | —          | Gold1      | Platin1      | —           | 130.000     | nvpi.nl                                                   |
| Norwegen (IFPI)                                                                              | Silber1    | Gold1      | —            | —           | 50.000      | ifpi.no                                                   |
| Österreich (IFPI)                                                                            | —          | 2× Gold2   | Platin1      | —           | 100.000     | ifpi.at                                                   |
| Schweden (IFPI)                                                                              | —          | —          | 3× Platin3   | —           | 300.000     | sverigetopplistan.se                                      |
| Schweiz (IFPI)                                                                               | —          | Gold1      | 4× Platin4   | —           | 225.000     | hitparade.ch                                              |
| Spanien (Promusicae)                                                                         | —          | Gold1      | Platin1      | —           | 90.000      | elportaldemusica.es                                       |
| Vereinigte Staaten (RIAA)                                                                    | —          | 4× Gold4   | 16× Platin16 | Diamant1    | 26.895.000  | riaa.com                                                  |
| Vereinigtes Königreich (BPI)                                                                 | 2× Silber2 | 5× Gold5   | 6× Platin6   | —           | 3.245.000   | bpi.co.uk                                                 |
| Insgesamt                                                                                    | 3× Silber3 | 44× Gold44 | 87× Platin87 | 3× Diamant3 |             |                                                           |